# Sinfonia quasi variazioni
Sinfonia quasi variazioni is een compositie van de Brit Richard Arnell. Arnell zat “gevangen” in de Verenigde Staten; hij was op reis aldaar toen de Tweede Wereldoorlog uitbrak en hij dus niet terug kon. De eerste uitvoering van het werk op 15 maart 1942 werd verzorgd door een andere Brit: Thomas Beecham dirigeerde het New York City Symphony Orchestra.
Deze sinfonia is geschreven in vijf delen:
1. Andante con moto
2. Presto
3. Andante
4. Vivace
5. Andante con moto.

Deel 1 is een prelude van amper 2 minuten, maar laat al horen waar de symfonie naartoe gaat. Het thema komt terug in het laatste deel. Deel 2 is een scherzo. In het verdiepende deel, komt Arnell tot zijn lange melodielijnen, die hij later in andere symfonieën verder zou uitbouwen. Deel 4, opnieuw een scherzo, klinkt qua opbouw en timbre Amerikaans met hoekige wendingen. Deel 5 begint ook op Amerikaanse wijze, maar kleurt gaandeweg Europees met een langzame opbouw naar de climax bestaande uit vier maten fortissimo. De symfonie klinkt dreigend, veel meer dan zijn eerste symfonie.

## Orkestratie
- 3 dwarsfluiten, 2 hobo’s, 2 klarinetten, 2 fagotten
- 4 hoorns, 3 trompetten, 3 trombones, 1 tuba
- pauken,
- violen, altviolen, celli, contrabassen

## Discografie
- Uitgave Dutton Vocalion: Martin Yates dirigeert het Royal Scottish National Orchestra; opname augustus 2008